# Alsónyiresfalva község
Alsónyiresfalva község (románul: Comuna Lunca Cernii de Jos) község Hunyad megyében, Romániában. Központja Alsónyiresfalva, beosztott falvai Csumicapuszta, Felsőnyiresfalva, Gura Bordului, Kékesfalva, Nyegojlunka, Valea Babii, Vádtelep.

## Népessége
A 2011-es népszámlálás adatai alapján a község népessége 905 fő volt.